# Jean-Marie Poiré
Jean-Marie Poiré (ur. 10 lipca 1945 w Paryżu) – francuski reżyser, scenarzysta, producent i aktor filmowy. Jest synem producenta Alaina Poiré.

## Życiorys
Na początku swojej kariery pracował jako fotograf i piosenkarz, po czym zajął się pisaniem i kręceniem filmów. Najpierw dał się poznać dzięki sukcesom filmowym z zespołem Splendid, takim jak Święty Mikołaj to śmieć (1982) czy Dziadek organizuje partyzantkę (1983), a następnie kontynuował długą współpracę z Christianem Clavierem, a w szczególności produkując serię Goście, goście i film Anioł Stróż. Wyróżnia go styl reżyserski: bardzo szybkie i gwałtowne montaże, czasami ponad 1000 ujęć na film.

## Życie prywatne
Mieszka obecnie w stolicy Belgii, w Brukseli.

## Filmografia
| Rok  | Tytuł polski                                         | Tytuł francuski                                                    | jako                 |
| ---- | ---------------------------------------------------- | ------------------------------------------------------------------ | -------------------- |
| 1966 | Pamiętnik pani doktor                                | Nouveau journal d'une femme en blanc                               | asystent reżysera    |
| 1967 | Oskar                                                | Oscar                                                              | asystent reżysera    |
| 1968 | Nie drażnić cioci Leontyny                           | Faut pas prendre les enfants du bon Dieu pour des canards sauvages | scenarzysta          |
| 1969 | Nie pije, nie pali, nie podrywa, ale...              | Elle boit pas, elle fume pas, elle drague pas, mais... elle cause! | scenarzysta          |
| 1969 | Mózg                                                 | Le Cerveau                                                         | asystent reżysera    |
| 1970 | Le Cri du cormoran                                   | Le Cri du cormoran                                                 | scenarzysta          |
| 1971 | Czarna flaga powiewa nad Rondlem                     | Le Drapeau noir flotte sur la marmite                              | scenarzysta          |
| 1973 | Kilku zbyt spokojnych panów                          | Quelques messieurs trop tranquilles                                | scenarzysta          |
| 1974 | Jak odnieść sukces, gdy jest się głupkiem i mazgajem | Comment réussir... quand on est con et pleurnichard                | scenarzysta          |
| 1975 | Nie ma sprawy!                                       | Pas de probleme!                                                   | scenarzysta          |
| 1975 | Odnaleźliśmy siódmą kompanię                         | On a retrouvé la 7eme compagnie!                                   | scenarzysta          |
| 1976 | Dracula: Ojciec i syn                                | Dracula père et fils                                               | scenarzysta          |
| 1977 | Siódma kompania w świetle księżyca                   | La 7ème compagnie au clair de lune                                 | scenarzysta          |
| 1977 | Małe uściski                                         | Les Petits Câlins                                                  | reżyser, scenarzysta |
| 1980 | Świetny powrót                                       | Retour en force                                                    | reżyser              |
| 1981 | Mężczyźni wolą grubaski                              | Les hommes préfèrent les grosses                                   | reżyser, scenarzysta |
| 1981 | Est-ce bien raisonnable?                             | Est-ce bien raisonnable?                                           | scenarzysta          |
| 1982 | Święty Mikołaj to śmieć                              | Le père Noël est une ordure                                        | reżyser, scenarzysta |
| 1983 | Dziadek organizuje partyzantkę                       | Papy fait de la résistance                                         | reżyser, scenarzysta |
| 1986 | Zatańczyć twista w Moskwie                           | Twist again à Moscou                                               | reżyser, scenarzysta |
| 1988 | Moi najlepsi przyjaciele                             | Mes meilleurs copains                                              | reżyser, scenarzysta |
| 1991 | Operacja Corned Beef                                 | L'Opération Corned-Beef                                            | reżyser, scenarzysta |
| 1993 | Goście, goście                                       | Les Visiteurs                                                      | reżyser, scenarzysta |
| 1995 | Anioł Stróż                                          | Les Anges gardiens                                                 | reżyser, scenarzysta |
| 1998 | Goście, goście II : korytarz czasu                   | Les Couloirs du temps : Les Visiteurs II                           | reżyser, scenarzysta |
| 2001 | Goście w Ameryce                                     | Les Visiteurs en Amérique                                          | reżyser, scenarzysta |
| 2002 | Moja żona ma na imię Maurice                         | Ma femme s'appelle Maurice                                         | reżyser, scenarzysta |
| 2004 | Młodzi, piękni i szaleni                             | Les Gaous                                                          | scenarzysta          |
| 2016 | Goście, goście III : Rewolucja                       | Les Visiteurs III : La Révolution                                  | reżyser, scenarzysta |
| 2021 | Tajemnice Saint-Tropez                               | Mystère à Saint-Tropez                                             | scenarzysta          |
| 2023 | Goście, goście IV                                    | 'Les Visiteurs IV                                                  | reżyser, scenarzysta |